# Die Bestimmung – Divergent
Die Bestimmung – Divergent (Originaltitel: Divergent) ist ein US-amerikanischer Science-Fiction-Film aus dem Jahr 2014. Der Regisseur Neil Burger produzierte den Film in Zusammenarbeit mit den Filmgesellschaften Summit Entertainment und Red Wagon Entertainment. Er basiert auf dem Roman Die Bestimmung von Veronica Roth. Die Weltpremiere fand am 18. März 2014 in Los Angeles statt. Regulär lief er am 21. März 2014 in den US-amerikanischen Kinos an. In Deutschland ist der Film am 10. April 2014 gestartet.

## Handlung
Der Film spielt in einer fiktiven dystopischen Zukunft der Stadt Chicago. Das Stadtbild besteht aus denselben Gebäuden wie heute, jedoch sind diese durch Kriegsschäden gezeichnet und wirken verfallen. Ein hoher Schutzzaun schirmt die Stadt vollständig von der Außenwelt ab. Die Stadtbewohner sind nach Persönlichkeitsmerkmalen auf fünf Fraktionen, soziale Kasten, verteilt, die bestimmte Berufe in der Gesellschaft ausüben: die Altruan (die Selbstlosen, Regierung und soziale Leistungen), die Ferox (die Furchtlosen, Polizei & Militär), die Ken (die Gelehrten, Wissenschaftler & EDV), die Candor (die Freimütigen, Justiz) und die Amite (die Freundlichen und Friedfertigen, Landwirtschaft & Verwaltung). Heranwachsende müssen sich im Alter von 16 Jahren bei einer jährlich stattfindenden Zeremonie entscheiden, welcher Fraktion sie künftig angehören möchten. Die Entscheidung kann nur einmal im Leben getroffen und dann nicht mehr rückgängig gemacht werden. Dabei gilt das Prinzip „Fraktion vor Blut“. Das bedeutet für diejenigen, die sich nicht für die Fraktion entscheiden, in der sie aufgewachsen sind, dass sie ihr Elternhaus und bisheriges Leben hinter sich zurücklassen müssen. Ein Test, dem alle Jugendlichen unterzogen werden, soll über deren innere Bestimmung Auskunft geben und ihnen helfen, die Fraktion zu finden, die am besten zu ihrer Persönlichkeit passt.
Beatrice Prior, die bei den Altruan aufgewachsen ist, fühlt sich stark zu den Ferox hingezogen, aber sie ist sich unsicher. Ihr Test wird von Tori überwacht, einer Frau der Ferox. Sie verabreicht Beatrice eine Droge und versetzt sie in eine Simulation mit verschiedenen kritischen Entscheidungssituationen. Im Anschluss erklärt sie einer über den Verlauf verwirrten Beatrice, dass der Test bei ihr fehlgeschlagen sei. Beatrice ist eine Unbestimmte. Sie verfügt über Eigenschaften nicht nur von einer, sondern von mehreren Fraktionen, nämlich Altruan, Ken und Ferox. Da solche Menschen aber als Bedrohung des Systems angesehen werden, darf sie niemandem davon erzählen. Tori hatte einen Bruder, der ein Unbestimmter war, als Gefahr betrachtet und schließlich beseitigt wurde. Sie ändert das Testergebnis auf Altruan und rät Beatrice, bei ihren Eltern zu bleiben. Dort hätte sie wohl die besten Chancen, unerkannt zu bleiben.
Bei der Zeremonie zögert sie zunächst, entscheidet sich dann aber zu den Ferox zu wechseln, wo sie sich fortan Tris nennt. Dort trifft sie auf Four, der sie und die anderen Fraktionswechsler durch die Phasen der Initiation begleitet. Immer wieder wird sie damit konfrontiert, dass sie eine Unbestimmte ist, fühlt sich aber auch immer mehr den Ferox zugehörig. In der letzten Phase der Initiation muss sie sich ihren größten Ängsten stellen, doch könnte ihr das zum Verhängnis werden. Da sie eine Unbestimmte ist, kann sie sich aus den Simulationen befreien. Zusammen mit Four, der herausfindet, dass sie unbestimmt ist, trainiert sie, um in der Abschlussprüfung, die ebenfalls eine Simulation der größten Ängste darstellt, zu bestehen und sich nicht zu verraten.
Als die Abschlussprüfung bevorsteht, zeigt Four Tris, dass die Ken Transmitter zu den Ferox bringen, die dafür sorgen könnten, dass die gesamte Fraktion als gehorsame Armee dient. Nachdem Tris die Abschlussprüfung bestanden hat, wird ihr einer der Transmitter implantiert, wie auch allen anderen Ferox. In der Nacht wacht Tris auf und erkennt, dass alle anderen in einer Simulation gefangen sind, die durch die Transmitter ausgelöst wird. Tris gelingt es jedoch, sich so zu verhalten, als ob sie ebenfalls nicht bei klarem Verstand sei. Sie findet Four, der ihr zu verstehen gibt, dass er ebenfalls nicht von dem implantierten Transmitter beeinflusst wird und somit genau wie sie selbst ein Unbestimmter ist.
Die Ferox sollen die Altruan auf Befehl der Ken hin töten und Tris sorgt sich um ihre Eltern. Four und Tris werden während der Aktion enttarnt und getrennt. Tris wird von ihrer Mutter gerettet, die sie zu ihrem Vater bringen will und sich opfert, um ihre Tochter zu retten. Bei ihrem Vater angekommen, wollen er und Tris zusammen mit Marcus – Fours Vater – und Caleb – Tris’ Bruder – die Simulation und das Töten stoppen und dringen in die Kommandozentrale ein, wobei Tris’ Vater stirbt. Dort schafft es Tris allein in den Kontrollraum und wird beinahe von Four getötet: Er befindet sich nun ebenfalls in einer Simulation, doch Tris gelingt es, ihn zu wecken. Gemeinsam können sie Jeanine Matthews, die Anführerin der Ken, dazu bringen, die Simulation zu stoppen und das Programm zu löschen. Doch sie müssen fliehen und schaffen es zusammen mit Caleb, Marcus und einem ehemaligen Ferox-Initianten namens Peter in einen Zug, der sie aus Chicago hinaus und zu den Farmen der Amite bringt.

## Synchronisation
Die deutschsprachige Synchronisation fertigte die Synchronfirma Interopa Film GmbH in Berlin an. Verfasser des Dialogbuchs ist Tobias Neumann. Dialogregie führte Stefan Fredrich.
| Rolle                 | Darsteller       | Synchronsprecher   |
| --------------------- | ---------------- | ------------------ |
| Beatrice „Tris“ Prior | Shailene Woodley | Janin Stenzel      |
| Tobias „Four“ Eaton   | Theo James       | Jan Makino         |
| Jeanine Matthews      | Kate Winslet     | Ulrike Stürzbecher |
| Tori Wu               | Maggie Q         | Vera Teltz         |
| Caleb Prior           | Ansel Elgort     | David Turba        |
| Andrew Prior          | Tony Goldwyn     | Peter Flechtner    |

## Hintergrund

### Produktionsvorbereitung
Im März 2011 erhielt Summit Entertainment die Filmrechte an Veronica Roths Bestseller Die Bestimmung. Man machte sich zusammen mit Douglas Wick und Lucy Fisher von der Produktionsfirma Red Wagon Entertainment an die Umsetzung des Romanes. Knapp eineinhalb Jahre später konnte man den Regisseur Neil Burger für die Realisierung des Projektes gewinnen. Als Drehbuchautor verpflichtete man im November 2012 Evan Daugherty, der dieses zusammen mit Vanessa Taylor schrieb.
Für die Produktion des Filmes stand zunächst ein Budget von 40 Millionen US-Dollar zur Verfügung. Aufgrund des Erfolges von Die Tribute von Panem – The Hunger Games stockte Lionsgate das Budget auf 85 Millionen US-Dollar auf.

### Casting

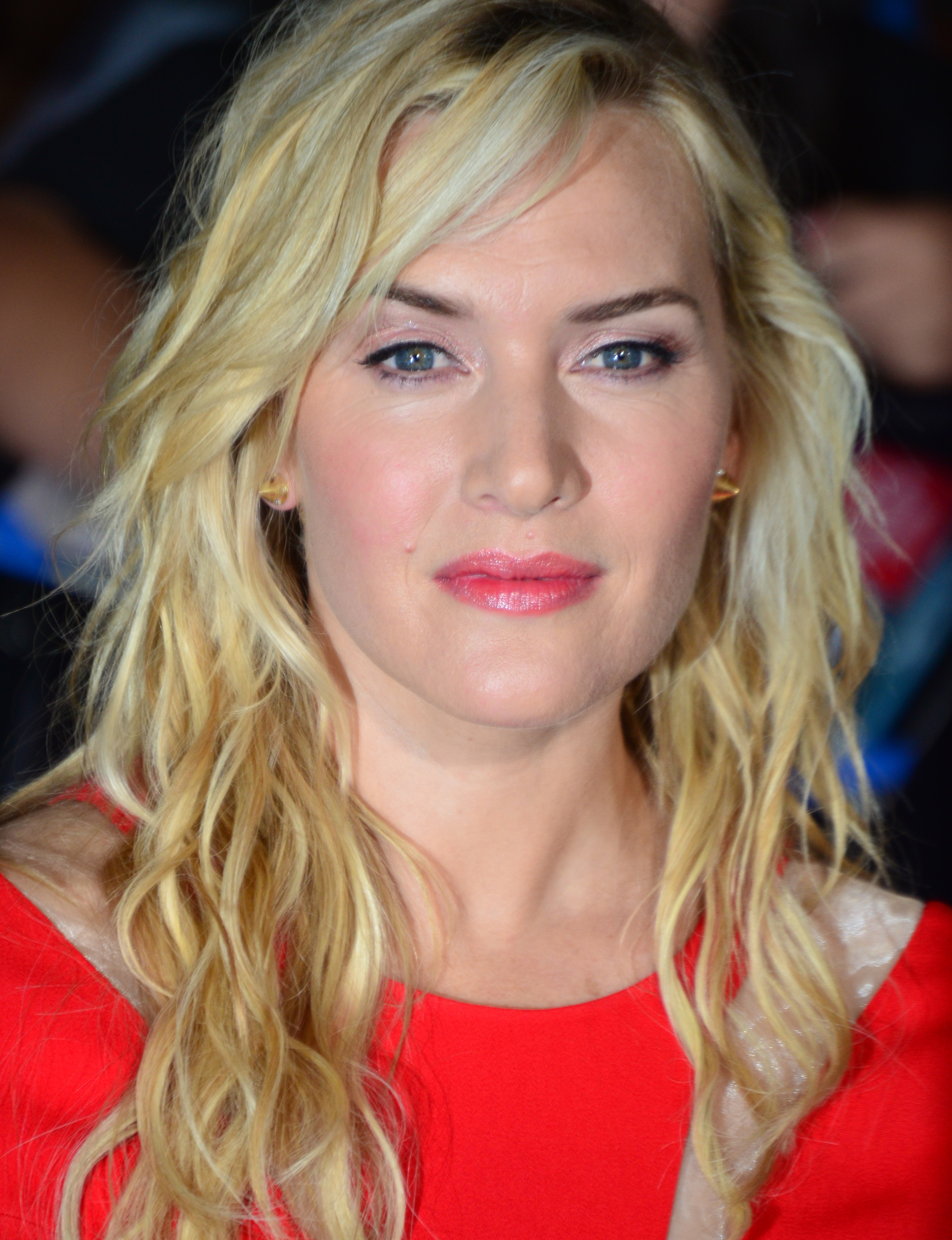
Kate Winslet am 18. März 2014 bei der Weltpremiere in Los Angeles

Mitte Oktober 2012 kamen Gerüchte auf, dass Shailene Woodley die Hauptrolle der Beatrice „Tris“ Prior übernehmen soll. Dies wurde Ende des Monats offiziell bestätigt. Für die männliche Hauptrolle des Tobias „Four“ Eaton haben Lucas Till, Jack Reynor, Jeremy Irvine, Alex Pettyfer, Brenton Thwaites, Alexander Ludwig und Luke Bracey vorgesprochen. Im März 2013 ging dann die Rolle an Theo James. Obwohl James zehn Jahre älter ist als sein Charakter, erhielt er die Rolle. Man begründete dies damit, dass sich James und Woodley sehr gut ergänzen würden. Außerdem wäre Summit Entertainment sehr wichtig, dass sie sich sehr nah an der Romanvorlage halten würden, und sie glauben, dass ihnen dies mit James und Woodley geglückt sei.
Ebenfalls im März 2013 waren Ray Stevenson, Jai Courtney und Aaron Eckhart für Rollen im Gespräch. Am Ende gingen dann nur Rollen an Stevenson und Courtney. Kate Winslet war bereits im Januar 2013 im Gespräch für die Rolle der Intrigantin Jeanine Matthews. Die Verpflichtung von Winslet wurde im März offiziell bestätigt. Die letzten Rollen gingen an Ashley Judd und Tony Goldwyn als Natalie und Andrew Prior.

### Dreharbeiten
Die Dreharbeiten zum Spielfilm begannen im April 2013 und endeten am 16. Juli 2013. Die meiste Zeit wurde in Chicago gedreht. Viele der Szenen, die in Innenräumen spielen, wurden in den Cinespace Chicago Film Studios aufgenommen. Die Bestimmungszeremonie entstand an der Seventeenth Church of Christ, Scientist am East Wacker in der Innenstadt von Chicago. Dreharbeiten fanden ebenfalls am Navy Pier am Michigansee statt. Auf der gesamten Fläche wurden Dreck und verrottete Gegenstände verstreut, um eine dystopische Atmosphäre zu schaffen.
Weitere Szenen entstanden an der 57th Street und Ellis Avenue in der Nähe der University of Chicago. Auch an der Michigan Avenue und Federal Street wurde gedreht. Bei der letztgenannten entstanden die EL Tracks. Der Altruan-Sektor wurde in der Wells Street in der Innenstadt von Chicago nachgebaut. Ende Juni fanden Dreharbeiten in der 1500 S Western Avenue und 600 S Wells Street statt. Die letzten Drehtage verbrachte die Crew am Chicago River und an der Lake Street Bridge, Wacker Drive und LaSalle Street Bridge. Vom 24. bis 26. Januar 2014 wurden zusätzliche Szenen in Los Angeles gedreht.

### Postproduktion
Die Postproduktion begann nach Beendigung der Dreharbeiten am 16. Juli 2013. Am 18. Juli 2013 gaben Summit und Lionsgate in einem Statement bekannt, dass der Film im IMAX-Format erscheinen wird.

### Marketing
In der Entertainment Weekly in der Ausgabe vom 24. April 2013 erschienen die ersten Bilder von Shailene Woodley und Theo James. Im Rahmen der Internationalen Filmfestspiele von Cannes im Mai 2013 wurden die ersten Sneak-Preview-Videos gezeigt. Am 7. Juni 2013 veröffentlichte die Entertainment Weekly weitere Fotos von Woodley und James, die die beiden im Hauptquartier der Ferox zeigten. Im Juli wurden weitere Fotos veröffentlicht, darunter auch das erste von Kate Winslet als Jeanine Matthews.
Der erste Trailer wurde vor den MTV Video Music Awards 2013 veröffentlicht. Am 23. September 2013 veröffentlichte man die ersten Porträtposter. Ein weiterer Trailer sowie das erste Filmposter erschienen im November 2013.
In Deutschland wurde der erste Trailer am 20. November 2013, der zweite am 5. Februar 2014 veröffentlicht.

## Soundtrack
Der Soundtrack zum Film wurde am 4. April 2014 in Deutschland veröffentlicht. In den USA erschien er bereits am 28. März 2014.
Der Soundtrack enthält folgende Songs:
1. Find You – Zedd feat. Matthew Koma & Miriam Bryant
2. Beating Heart – Ellie Goulding
3. Fight For You – Pia Mia feat. Chance The Rapper
4. Hanging On (I See MONSTAS Remix) – Ellie Goulding
5. I Won’t Let You Go – Snow Patrol
6. Run Boy Run – Woodkid
7. Backwards – Tame Impala & Kendrick Lamar
8. I Need You – M83
9. In Distress – A$AP Rocky feat. Gesaffelstein
10. Lost And Found (ODESZA Remix) – Pretty Lights
11. STRANGER – Skrillex feat. KillaGraham
12. Dream Machines – Big Deal
13. Dead In The Water – Ellie Goulding

## Rezeption

### Einspielergebnisse
Bei seinem Eröffnungstag in den US-Kinos am 21. März 2014 nahm der Film 22,8 Millionen US-Dollar (davon 4,9 Millionen vom späten Donnerstagabend) ein, womit er unter den Werten von Twilight – Bis(s) zum Morgengrauen und Die Tribute von Panem – The Hunger Games blieb. Nach dem ersten Wochenende beliefen sich die Einnahmen aus 3936 Kinos auf 54,6 Millionen Dollar. Er belegte damit den ersten Platz in den US-Kinocharts und ist der achtbeste März-Start aller Zeiten.
In Deutschland startete der Film am 10. April 2014 und erreichte am ersten Startwochenende über 263.000 Zuschauer. Damit belegte der Film Platz 3 der Woche. Insgesamt wollten den Film über 600.000 Kinobesucher sehen.
Das weltweite Gesamteinspielergebnis lag Anfang Mai 2014 bei über 285 Millionen Dollar, wobei mehr als die Hälfte davon aus den USA kommen.

### Kritiken
Der Film erhielt gemischte Kritiken. Bei Rotten Tomatoes erhielt der Film nur von 41 Prozent der 237 Rezensenten eine positive Bewertung.
Kenneth Turan von der Los Angeles Times lobte, dass der Film „sich nah an die Buchvorlage hält“. Außerdem empfand er „Divergent [als] akzeptable Verfilmung“ mit „ein[em] starke[n] Paar“, welches Shailene Woodley und Theo James bilden.
Phil Heron von DVD-Forum.at meinte, dass der Film „ein derivatives Werk“ sei und „sich auf vorhergehende Werke wie 1984, Schöne neue Welt oder Die Tribute von Panem stützt, aber dabei bei Weitem nicht die Bandbreite bzw. Komplexität dieser Werke erreicht“. Außerdem kritisierte er an der Umsetzung das „fehlende […] Schauspiel, austauschbare […] Musik und Szenenbilder […]“, die aussehen, „als ob auf einer Baustelle gedreht wurde“.
Der Filmstarts.de-Autor Christoph Petersen ist der Meinung, dass der Film „über zwei Drittel der Laufzeit […] eine temporeich-kurzweilige Teenager-Dystopie“ bietet, „aber die schließlich in den Vordergrund rückende Verschwörung […] nicht für eine Sekunde glaubhaft“ sei.
Über die Protagonistin Tris schreibt Carlos Corbelle auf Entania.com: „Ihr Weg von der unerfahrenen Rekrutin zur selbstbewussten Kämpferin wird nicht besonders innovativ, aber durchaus knackig erzählt.“ Den Schluss von Divergent hält er jedoch auch für problematisch: „Ärgerlich wird es erst, als sich die Ereignisse um die sich abzeichnende Verschwörung gegen Ende des Films überschlagen und in einer wenig überzeugenden und überhastet erzählten Auflösung münden.“
Gunther Baumann lobt auf filmclicks.at die visuelle Umsetzung: „Die kleinen Konflikte, die hier nacheinander abgespult werden, haben viel Drive und sind sehr ansehnlich bebildert. Die immer wieder eingestreuten (Alb-)Traum-Sequenzen sind besonders eindrucksvoll.“ Allerdings „leiden die Dialoge durch hohles Geschwurbel zwischen Küchenpsychologie und äußerst fragwürdigen politischen Thesen.“

## Fortsetzungen
Am 7. Mai 2013 gab Summit Entertainment bekannt, dass man bereits an dem Drehbuch zur Verfilmung des Romans Die Bestimmung – Tödliche Wahrheit arbeite. Mitte Dezember 2013 gab Summit Entertainment die Starttermine des zweiten Films Die Bestimmung – Insurgent am 20. März 2015 und des dritten Teils am 18. März 2016 für die US-amerikanischen Kinos bekannt. Des Weiteren gab Neil Burger bekannt, dass er für die Fortsetzungen nicht als Regisseur zurückkehren würde. Nachdem das Studio den zweiten Film offiziell angekündigt hatte, begannen die Dreharbeiten im Mai 2014. Der dritte Teil der Romanvorlage wurde, wie im April 2014 bekannt wurde, in zwei Teile gesplittet. Der Erscheinungstermin für Teil 1, Die Bestimmung – Allegiant, war am 18. März 2016, Teil 2 Die Bestimmung – Ascendant sollte ein Jahr später veröffentlicht werden. Da jedoch die Hauptdarstellerin Shailene Woodley ihren Vertrag nicht verlängert hat, konnte eine Veröffentlichung zum geplanten Termin nicht eingehalten werden.